# Estatua de Isabel I de Castilla
Reina Isabel (1451–1504)  es una escultura al aire libre de Isabel I de Castilla, instalada en la entrada del edificio de la Unión Panamericana de la Organización de los Estados Americanos en la calle 17 y la avenida Constitución NW en Washington D. C., en los Estados Unidos.
La obra fue regalada por el Instituto de Cultura Hispánica y por el ministro Fernando María Castiella y Maiz a la OEA. En su elaboración se siguió la técnica de vaciado a cera perdida usando bronce como material principal. 
La estatua representa a la monarca vistiendo unos mantos decorados con los escudos de los reinos medievales de la Península Ibérica. En sus manos sujeta una granada sobre la cual se posa una paloma, como símbolo de paz.
En el pedestal se inscribe el texto: YSABEL I LA CATOLICA/REINA DE CASTILLA/DE ARAGON/DE LAS ISLAS/Y TIERRA FIRME/DEL MAR OCEANO. 
|                                                   |
| La estatua frente a la Casa de las Américas (OEA) |

|                       |
| Detalle de la estatua |